# Skagafjörður (fiordo)
Skagafjörður ([ˈskaːɣaˌfjœrðʏr̥]ⓘ) es un fiordo situado al noroeste de Islandia, en la región de Norðurland Vestra.

## Territorio
Tiene 40 km de largo y 30 km de ancho aproximadamente, situado entre las penínsulas de Tröllaskagi al este y Skagi al oeste. Perteneciente al área del municipio de Skagafjörður, circundante al fiordo y del cual toma su nombre.
Se encuentra en un valle glaciar sumergido que continúa hacia el sur por una llanura donde se encuentra el delta del río Héraðsvötn. El asentamiento principal de este valle es Varmahlíð.
Es un centro agrícola, con algunas pesquerías, que en su mayoría tienen base en los asentamientos de Sauðárkrókur y Hofsós. Sus habitantes tienen una gran reputación de canto de coro, equitación y cosechas. Las islas interiores del fiordo: Málmey, Drangey y Lundey.
La región está poblada desde la colonización de la isla y cuenta con múltiples vestigios de asentamientos humanos, incluso tierra adentro.

## Galería

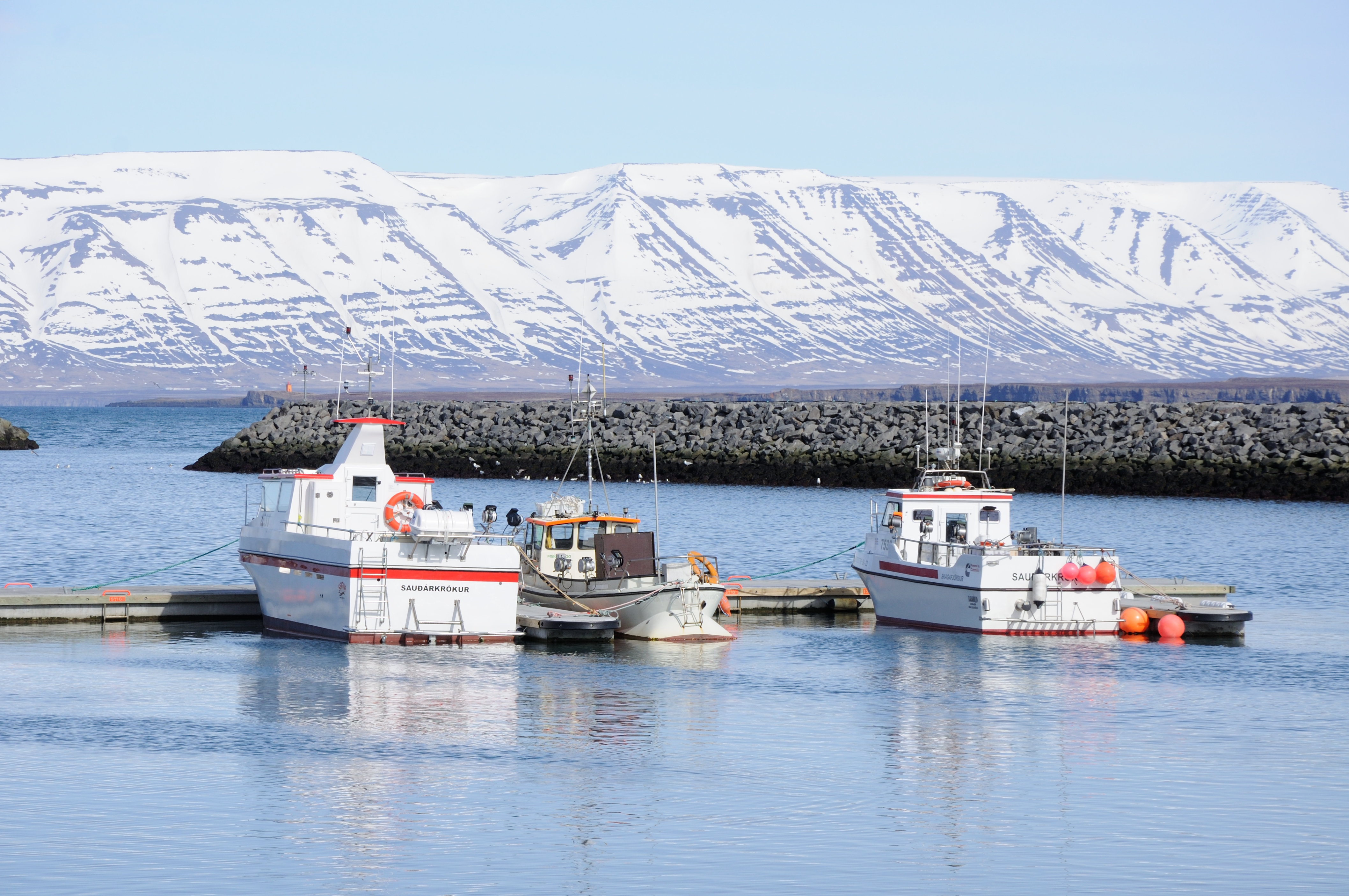
Proximidad de Sauðárkrókur
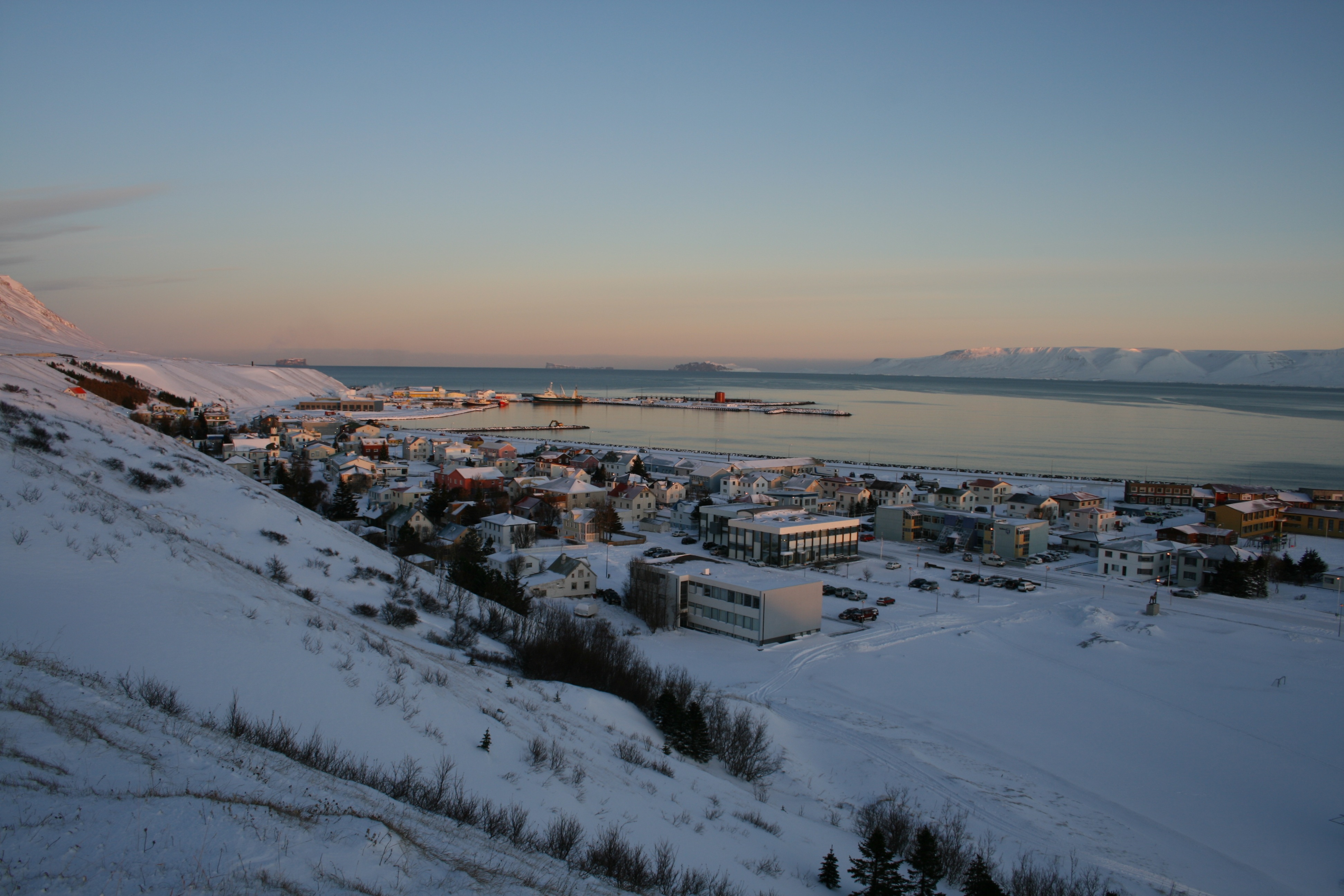
Sauðárkrókur y el área la bahía
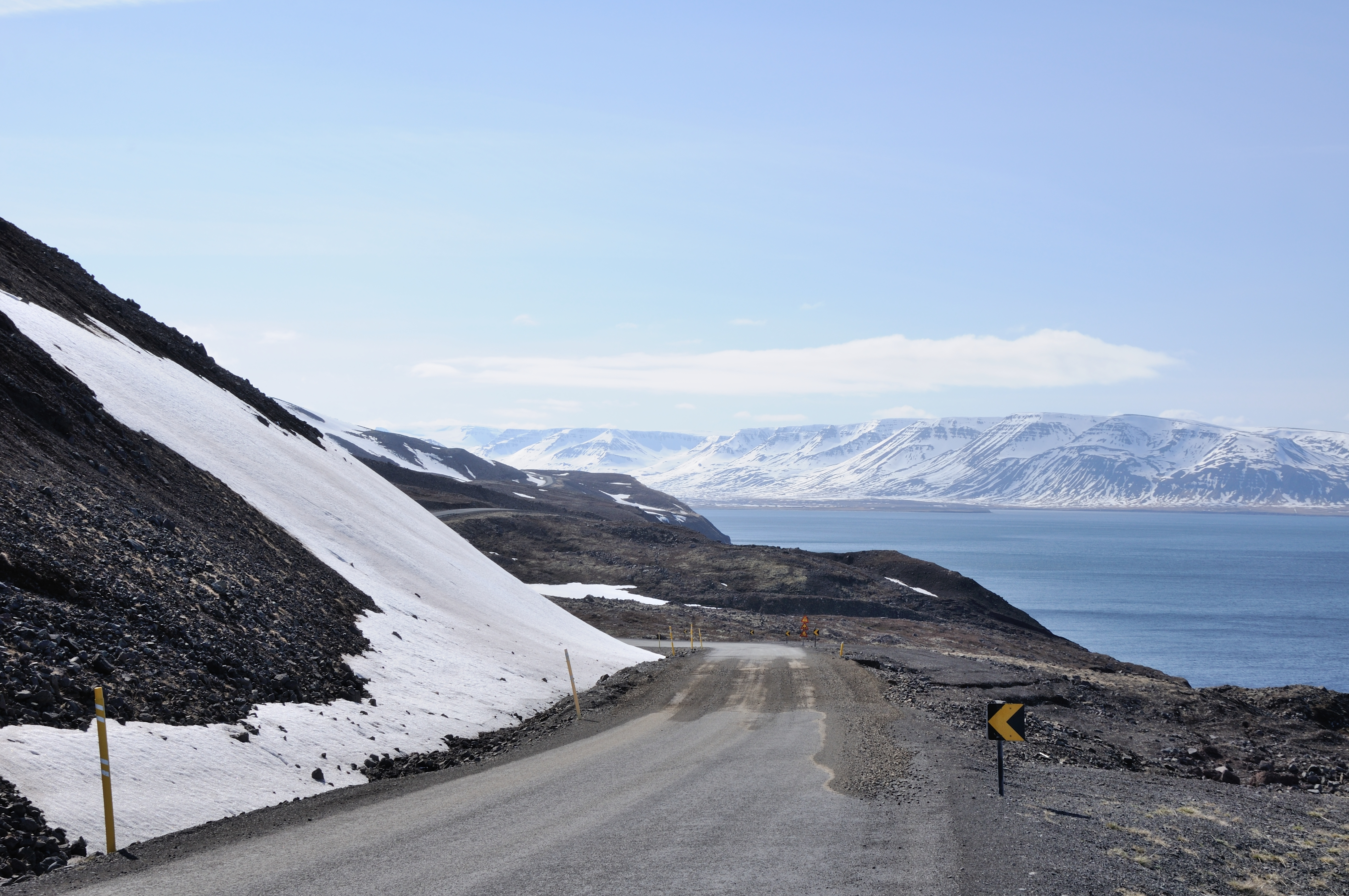
Sauðárkrókur sobre la ruta 76